# Los Mexicles
Los Mexicles es una pandilla mexicana y mexicoestadounidense creada en Ciudad Juárez, Chihuahua. Es aliado y brazo armado de la línea en la frontera con los Estados Unidos, comúnmente combatiendo a Barrio Azteca. Esta pandilla (al igual que Barrio Azteca) está formada por deportados y ciudadanos mexicanos y mexico-americanos, y se dedica al asesinato, extorsión, operaciones de narcotráfico (tanto dentro como fuera de prisión), halconeo, secuestro y robo a vehículos. El grupo opera principalmente en Baja California, Sonora, Chihuahua, Tamaulipas, Coahuila y Nuevo León.

## Historia
Los Mexicles son una pandilla fundada en el año de 1987, inicialmente dedicada al robo de vehículos, robo a comercios y extorsión, siendo conformado por deportados o descendientes de mexicanos en Estados Unidos. El grupo usualmente usa mensajes en Nahuatl para comunicarse en prisiones estadounidenses, lo que ha llevado a los guardias estadounidenses a aprender el idioma para interceptar sus mensajes. Uno de las características de los Mexicles son en su gran mayoría mexicanos inmigrantes, en el cual morir es la única forma de dejar la pandilla, además de que el grueso de la organización se registra en cárceles de los E.U.”.
Esta organización es una de las principales células criminales que operan en Ciudad Juárez y principal brazo armado del Cártel de Sinaloa en la región fronteriza. Otras células delincuenciales aliadas a los Mexicles son Gente Nueva, Los Artistas Asesinos, Los Mexicles y Los Salazar. En años recientes, el grupo ha comenzado a separarse de Artistas Asesinos, llegándolos a ver como una pandilla antagónica. En la jerarquía de la organización el grado más alto es el de "Presidente" (el cual es el más veterano y clave para la toma de decisiones), hasta los más bajos que son soldados y sargentos, encargados de asesinatos y reclutamiento.

### Ataques y asesinatos
Los Mexicles son señalados de múltiples ataques en la frontera con Texas, siendo el primero y más relevante, se registra motín en el Cereso, en diciembre del 2005 de Ciudad Juárez que dejó siete internos muertos y veinte personas lesionadas con pedradas y armas punzocortantes, siendo controlada por las autoridades una hora y media después. No fue hasta el 11 de marzo de 2006, dejó como saldo nueve muertos incluyendo a Alejandro Ferrer Pérez, líder de Barrio Azteca que fue asesinado junto a otras ocho personas y 18 más que resultaron heridas.
No fue hasta el 4 de marzo del 2009 se registra uno de los peores motines en el país, donde Los Mexicles y los Artistas Asesinos fueron protagonistas. Este motín dejó como saldo veinte muertos y diez heridos, llegando a intervenir el ejército, el cual había llegado días antes para apoyar en labores de seguridad en la ciudad. Dos años después, en julio del 2011, se registró una riña en el mismo penal, dejando 17 reos muertos, iniciando cerca de las 22:00 horas y fue controlado cinco horas después con la intervención de la policía estatal, la entonces policía federal y el Ejército. Según testigos y autoridades, el día anterior uno de los grupos delincuenciales había organizado una fiesta en donde participaron mujeres (muchas de ellas menores de edad), y se distribuyó alcohol y posiblemente drogas.
No fue hasta el 22 de agosto del 2018, se registró un motín en el Centro de Rehabilitación Social (Cereso) de Ciudad Juárez, el cual dejó como saldo un reo muerto. El reo muerto había sido inculpado por un asesinato múltiple en semanas pasadas cerca del penal.
El 26 de agosto del 2019 contra una camioneta en donde viajaban tres menores de edad y un adulto, la cual fue atacada a balazos, causando la muerte de todos los ocupantes. Momentos después del ataque, policías municipales llegaron a la zona, persiguiendo a los agresores, lo que derivó en un enfrentamiento del cual los delincuentes lograron escapar. En el lugar del ataque se encontraron más de 126 casquillos percutidos.
Semanas después, el 7 de noviembre del mismo año, miembros del grupo criminal asesinaron a 18 personas en Ciudad Juárez (ocho de las víctimas fueron rociadas con gasolina y se les prendió fuego) e incendiaron más de dieciséis vehículos, siendo usados como barricadas en calles y avenidas de la ciudad fronteriza. Las autoridades confirmaron que más de 800 elementos policíacos y militares realizaron una inspección de rutina en el penal número 3 de Ciudad Juárez, razón por la que los delincuentes ordenaron desde la cárcel los asesinatos y el caos provocados. Al final lograron capturar a cuatro miembros del grupo delicuencial. Este ataque solo fue una parte de una ola de violencia que azoto al estado de Chihuahua y dejó más de 38 personas fallecidas.